# گروه اتیل

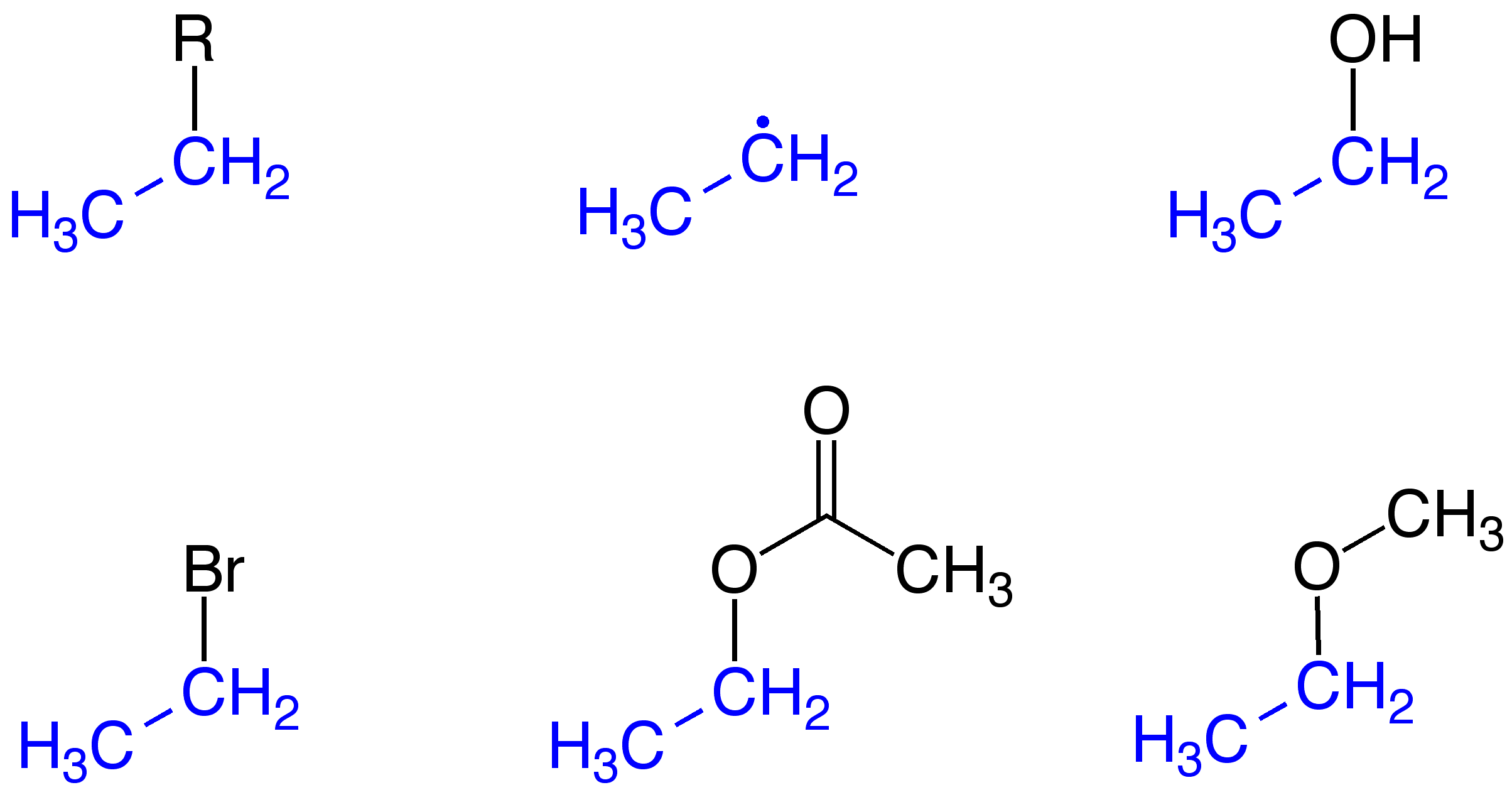
گروه اتیل(به رنگ آبی) متصل به گروه‌های عاملی مختلف در ترکیبات آلی مختلف

گروه اتیل (انگلیسی: Ethyl group) استخلاف آلکیلی از اتان با فرمول شیمیایی CH2CH3 است. این گروه آلکیلی معمولاً با نماد Et نشان داده می‌شود و سیستم نامگذاری آیوپاک به کار می‌رود. نام این گروه از اتر ، اولین خدای عنصری یونانی هوا (و در آن زمان یک اصطلاح کلی برای هر ترکیب بسیار فرار) و " hyle " که به "مواد" اشاره دارد، گرفته شده است. نام "اتیل" در سال 1835 توسط شیمیدان سوئدی یونس یاکوب برزلیوس ابداع شد .